# Pterostylis humilis
Pterostylis humilis är en orkidéart som beskrevs av Richard Sanders Rogers. Pterostylis humilis ingår i släktet Pterostylis och familjen orkidéer. Inga underarter finns listade i Catalogue of Life.